# Coaster

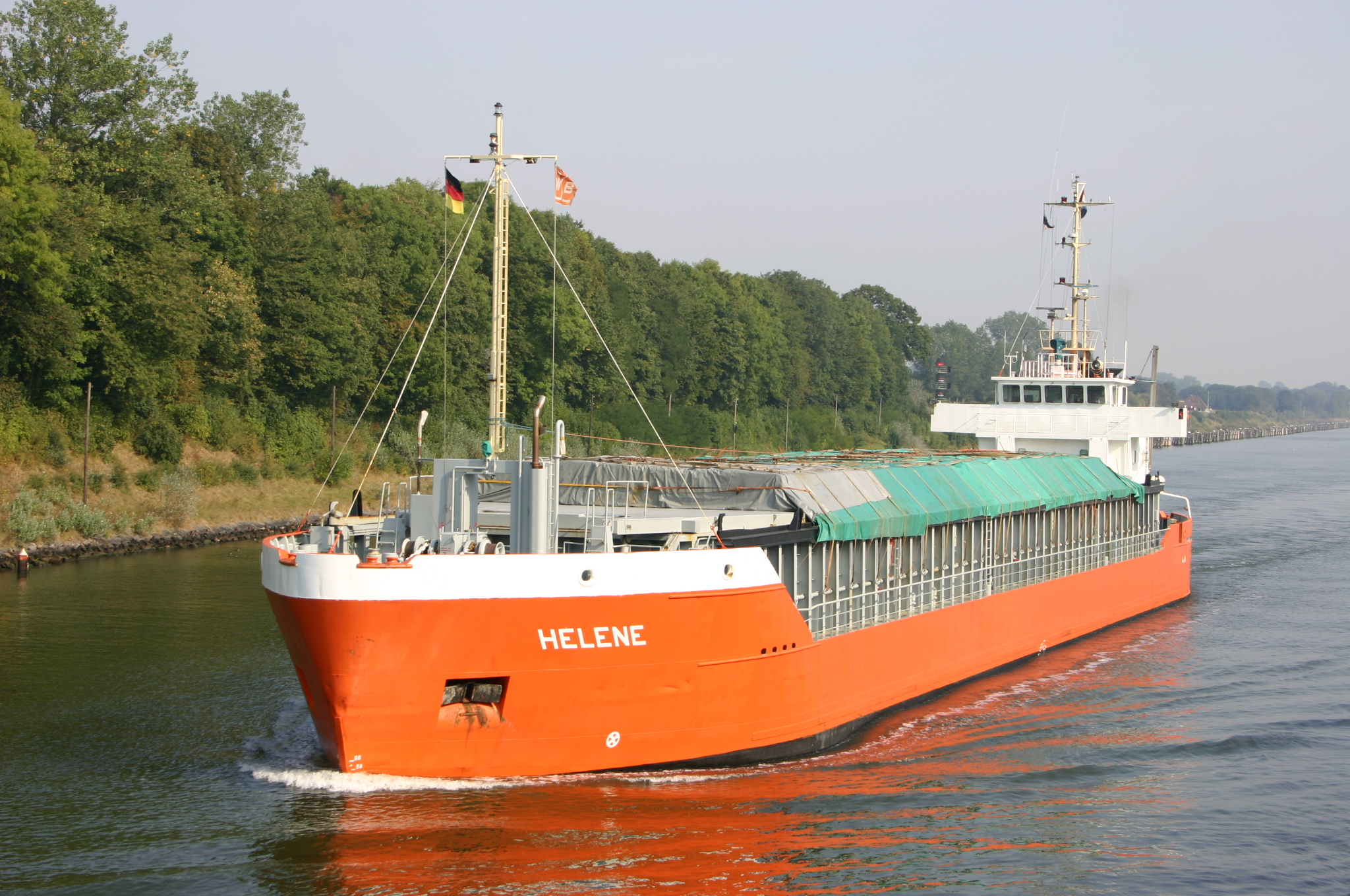
Coaster Helene in het Noord-Oostzeekanaal

Een coaster of kustvaarder is een klein zeehandelsschip.
De term 'coaster' wordt in Nederland gebruikt voor een schip onder een bepaalde tonnage; niet wegens zijn vaargebied. Coasters varen wereldwijd van Europa tot Japan en de beide Amerika's.
Een andere categorie zijn de schepen van de beperkte handelsvaart. Deze schepen mogen niet verder dan 35 zeemijl uit de kust vanwege hun beperkte certificaten.

## Geschiedenis
In Nederland waren kustvaarders van origine typisch Groningse schepen. Ze werden in die provincie voornamelijk gebouwd op de scheepswerven aan het Winschoterdiep tussen Groningen en Hoogezand. De werven hebben vanwege de ligging aan het kanaal bijna allemaal een zogenaamde dwarshelling. De schepen werden vooral gebruikt voor de Groningse binnen- en Zuiderzeevaart. In de beginperiode bleef men inderdaad vlak onder of nabij de kust. Men maakte ook oversteken naar Engeland. Zo is de kustvaart ontstaan en de benaming 'kuster' of 'kustvaarder'. Met het verstrijken der tijd nam deze kustvaart een grotere vlucht en zo ontstond de benaming kleine handelsvaart. Van de ongeveer 500 kustvaarders die Nederland in 1940 telde hadden 357 een thuishaven in de provincie Groningen.
Ook elders in Nederland waren werven gespecialiseerd in de bouw van deze schepen. Hieronder vielen schepen met een maximum tonnage van 500 BRT. Later werd dit maximaal 100m lengte en nog weer later 1800 BRT. De diploma-eisen om op zulke schepen te varen werden in de wet vastgelegd en waren lager dan werd vereist voor wat toen heette de grote vaart (GHV); de naam die de term "ter lange omvaart" verving.

## Groot-Brittannië
In Nederland is het verschil tussen 'coaster' en 'grote vaart' het tonnage, terwijl in het Verenigd Koninkrijk juist het vaargebied het verschil tussen 'Coastal' en 'Deepsea' bepaalt. Vaart een schip in het Verenigd Koninkrijk 'coastal' dat wil zeggen van de ene Britse haven naar een andere, dan heeft wettelijk gezien de bemanning geen diploma's nodig.

## Rijn
Een kruiplijncoaster is gebouwd op rijnvaarthoogte en heeft naast certificaten voor de zeevaart ook een certificaat van onderzoek voor het varen op de Rijn. Deze schepen kunnen dus diep in het binnenland hun vracht halen en brengen, en deze over zee vervoeren. De gezagvoerder heeft daarom tevens een Rijnpatent of hij moet boven het Spijkse veer een loods nemen.

## Fotogalerij

Kustvaarders / Coasters
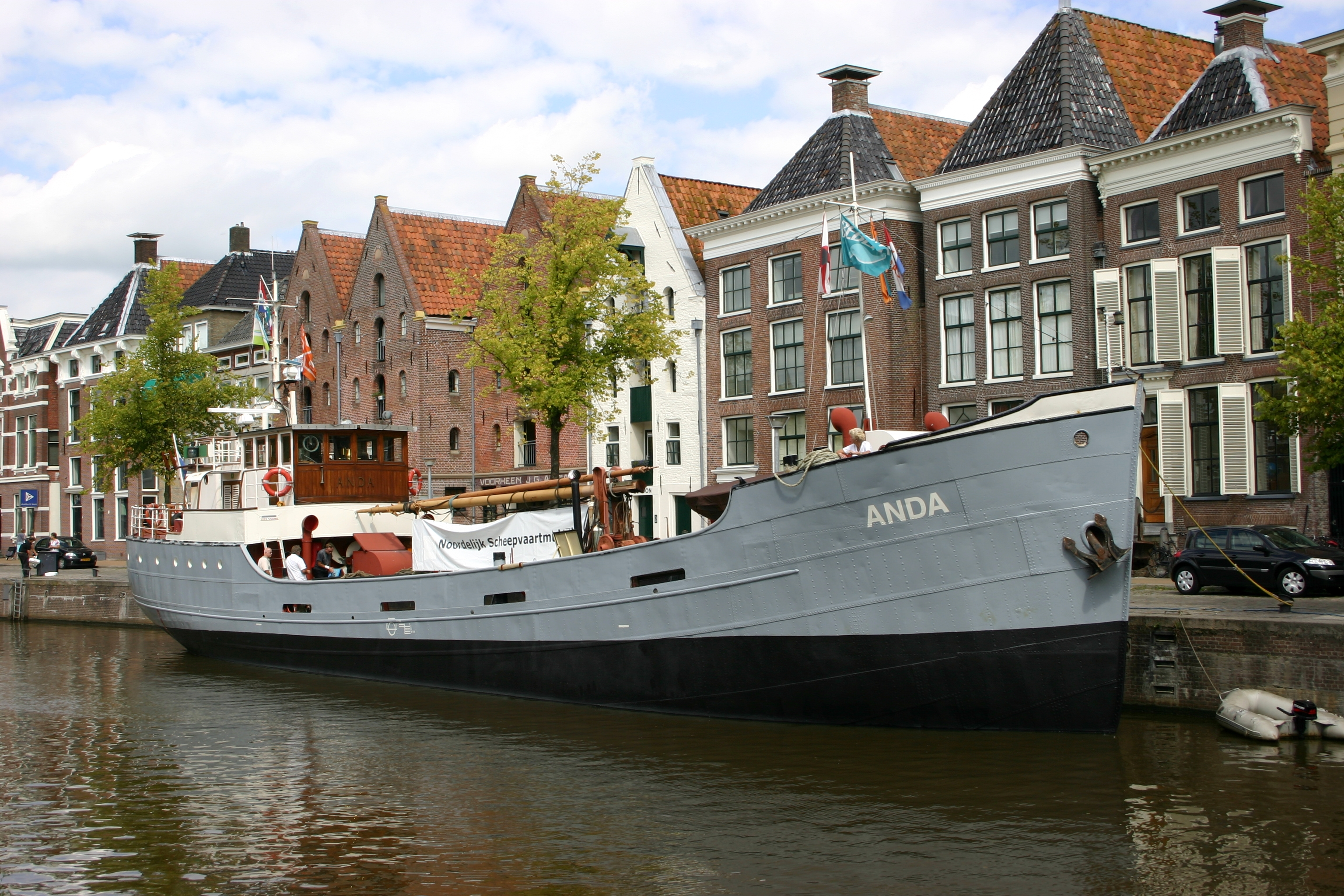
Kustvaarder Anda uit 1936
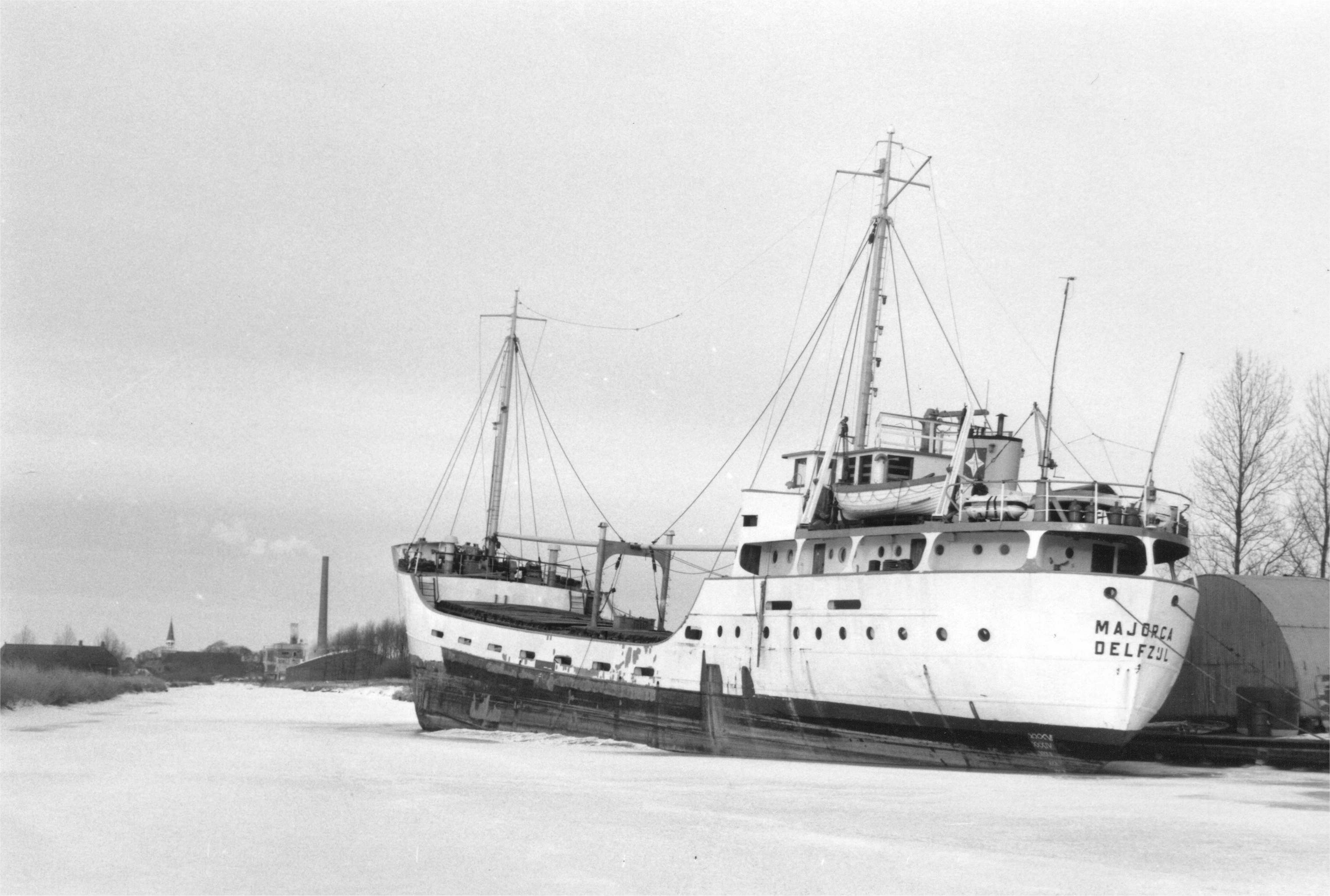
De Majorca, een typische coaster uit 1957
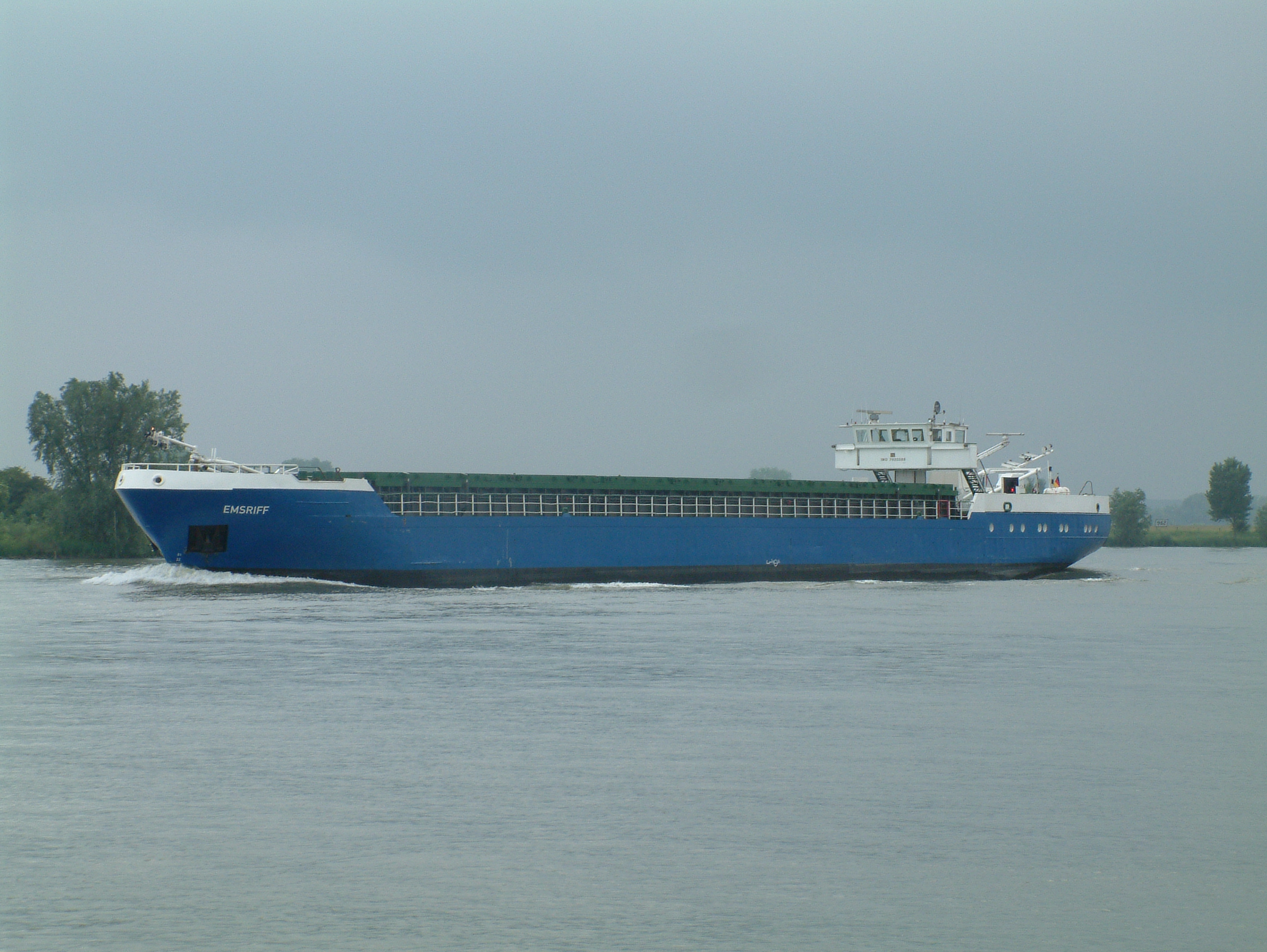
Kruiplijncoaster Emsriff op de Beneden Merwede
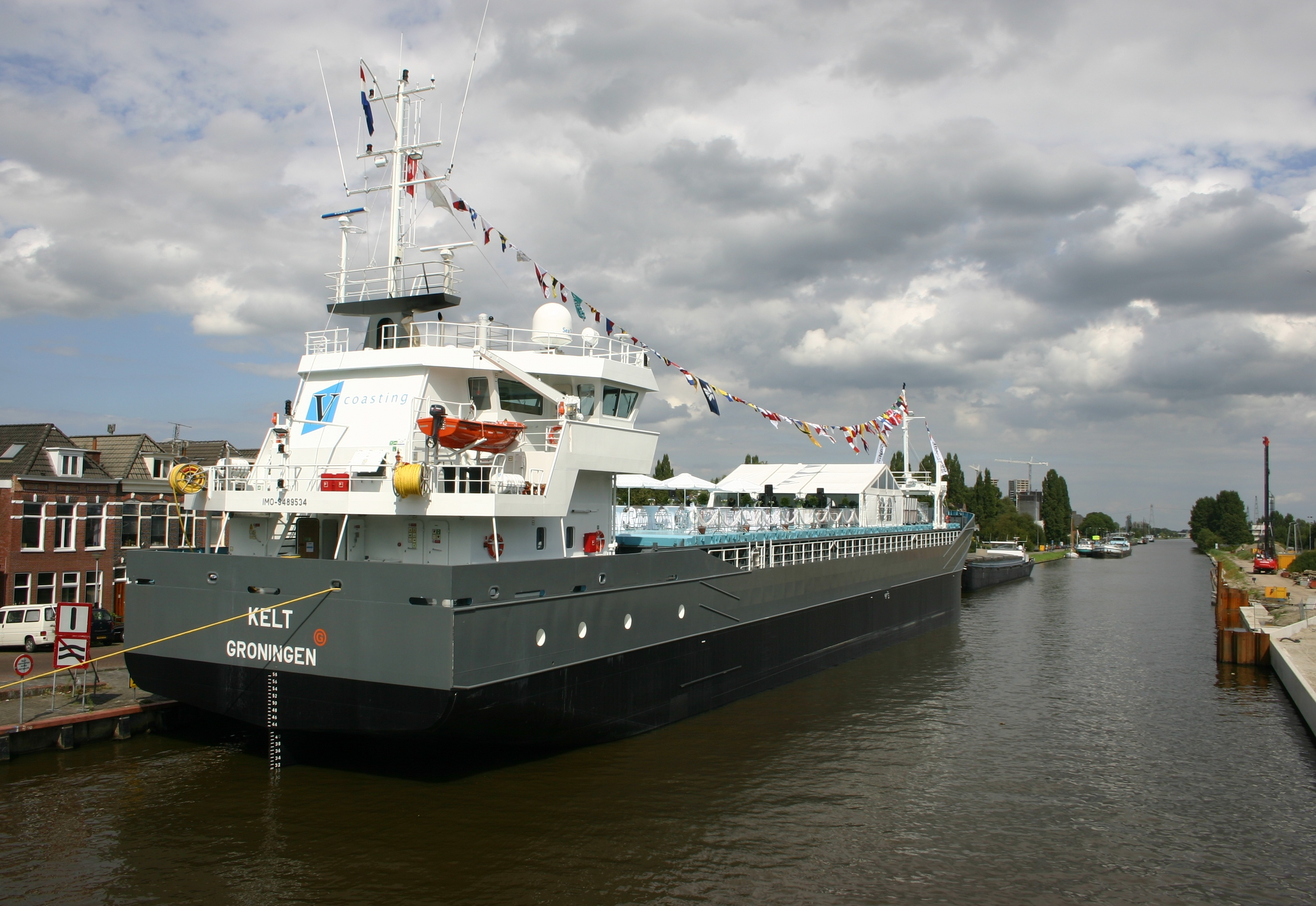
De Kelt uit 2009 in de thuishaven Groningen